# Krvavi korijen
Krvavi korijen (lat. Sanguinaria), monotipski biljni rod iz porodice Papaveraceae, čiji je jedini predstavnik ljekovita trajnica S. canadensis, ili krvavi korijen. Raširena je od Nove Škotske u Kanadi do Floride na istoku SAD-a. Prastanovnici Indijanci koristili su je kao lijek (emetik), a od njezinih podzemnih dijelova radili su boju za odjeću, kožu i druge tekstilne proizvode. Biljka se širi sjemenkama koje raznose mravi.

## Etimologija
Generičko ime Sanguinaria, dolazi od latinskog sanguinarius, u značenju "krvarenje".

## Opis
Krvavi korijen (Sanguinaria Canadensis),  je sjevernoamerička cvjetnica niskog rasta i jedini član svog roda. Trajnica koja naraste do 25 cm (deset inča) visoko, biljka ima jedan bazalni list koji može biti širok čak osam inča. Cvijet se nalazi na zasebnoj peteljci i bijele je boje sa žutom sredinom. Bloodroot je jedno od prvih divljih cvjetova koje cvate počevši od kasne zime i nastavljajući se u rano proljeće. "Korijen", koji se sastoji od zadebljalog rizoma prekrivenog vlaknastim korijenjem, poznat je po svojoj crvenkasto-narančastoj boji. Njezino razmnožavanje potpomognuto je aktivnošću mrava. U vrsti uzajamnosti koja se naziva mirmekohorija, mravi skupljaju i pohranjuju sjeme krvavog korijena u koloniji koje se koristi kao hrana. Neke sjemenke se konzumiraju, ali druge se hrane nusproizvodima proizvedenim u gnijezdu i kasnije klijaju.

## Rasprostranjenost i staništa
To je sjevernoameričko  autohtono proljetno cvijeće koje raste u bogatim šumama od Nove Škotske do Floride i zapadno do Alabame, Arkansasa, Nebraske i Manitobe. Može rasti na punom suncu, ali se češće nalazi u polusjenovitim, svijetlim šumovitim područjima s vlažnim, kiselim tlom. 
- S. canadensis
- S. canadensis
- S. canadensis

## Vanjske poveznice
- Bloodroot, Sanguinaria canadensis